# Tales of Phantasia
Tales of Phantasia (japanisch テイルズ オブ ファンタジア Teiruzu obu Fantashia) ist ein Rollenspiel des japanischen Spieleentwicklers Namco. Es ist der erste Hauptteil der größtenteils nicht zusammenhängenden „Tales of“-Reihe. Zum Spiel wurde auch ein Anime produziert.

## Spiel
Tales of Phantasia spielt etwa 4000 Jahre nach Tales of Symphonia, wichtige Gegenstände und Personen, die chronologisch gesehen zuerst in ToS eine Rolle spielten, tauchen erneut auf. Außerdem ist Tales of Phantasia neben Star Ocean das einzige Spiel für das Super Famicom, das auf einem 48-Mbit-Modul ausgeliefert wurde.
Das Spielprinzip ist dem von anderen Rollenspielen sehr ähnlich. Das Kampfsystem war zu seiner Zeit aber einzigartig. Die Kämpfe liefen nicht in Runden ab, sondern fanden in Echtzeit in einer seitlichen Ansicht statt. Somit ist das Kampfsystem in Tales of Phantasia eher mit dem von Beat-’em-up-Spielen, wie beispielsweise Street Fighter, vergleichbar.

## Handlung
Cress und Chester leben in dem kleinen Dorf Toltus. Cress ist der Sohn des Schwertkampfmeisters Miguel und lernt daher von klein auf die Schwertkunst. Chester ist sein bester Freund. Zu seinem 15. Geburtstag bekam Cress von seinem Vater ein Medaillon geschenkt. Zwei Jahre später will Cress’ Vater mit ihm über das Medaillon reden, als Chester die beiden unterbricht und Cress daran erinnert, dass die beiden noch Jagen wollen. Sie gehen in den Wald und stehen schließlich, auf der Jagd nach einem hartnäckigen Wildschwein, vor der großen Esche Yggdrassil, jenem Manabaum, der zu Ende von Tales of Symphonia entstand. Cress sieht den Baumgeist Martel und hat eine Vision vom Baum vor 100 Jahren. Auf einmal hören sie von weitem die Glocke von Toltus und eilen zurück. Als sie im Dorf ankommen, sind alle tot, auch Cress’ Eltern und Chesters einzige lebende Verwandte, seine Schwester Ami. Von seiner sterbenden Mutter erfährt Cress noch, dass jemand hinter seinem Medaillon her ist.
Cress macht sich auf nach Euclid zu seinem Onkel Olson, Chester bleibt im Dorf um die Toten zu begraben. Doch Olson verrät seinen Neffen an Captain Mars, ein Schwertmeister und machtgieriger Führer der Ritter der schwarzen Rüstung, und Cress wird von diesem gefangen genommen. Im Kerker von Mars’ Schloss trifft Cress auf die Heilerin Mint, die ihn von nun an begleitet. Zusammen brechen sie aus dem Verlies aus und treffen im Haus von Trinicus D. Morrison wieder auf Chester. Von dort ziehen sie weiter zu den Katakomben, in denen der Dämonenkönig Dhaos versiegelt sein soll, denn Mars hat vor, mit den Medaillons von Cress und Mint Dhaos wieder zu erwecken. Die Gruppe kommt zu spät, Dhaos ist wiedererweckt. Jedoch hintergeht er Mars und tötet ihn. Als er auch Morrison töten will, mischen sich Cress, Chester und Mint ein, haben aber auch keine Chance. Morrison, der früher mit Cless Eltern und Mints Mutter Dhaos versiegelt hatte, schickt Cress und Mint 100 Jahre in die Vergangenheit. Chester müssen sie zurücklassen, weil dieser für sie Dhaos ablenkt.
In der Vergangenheit suchen Cress und Mint sich Hilfe von Claus, einem Menschen der Magie studiert, und der Halbelfe Amber. Zusammen schaffen sie es, den Dhaos der Vergangenheit zu besiegen. Doch dieser flieht in die Gegenwart und die Gruppe reist ihnen mit der Zeitmaschine in der versunkenen Stadt Thor hinterher. Aus der Gegenwart flieht Dhaos 50 Jahre in die Zukunft und Cress und seine Freunde folgen ihm erneut. Dort erlangen sie das Ewige Schwert und die Hilfe des Ninjamädchens Suzu. Zusammen können sie Dhaos töten. Nach Dhaos Tod aber erkennen die Freunde, dass Dhaos eigentlich auch nur ein Opfer war. Um Dhaos’ Welt, die dieser retten wollte, zu helfen, schickt Mint einen Manakeim des Baumes Yggdrassil zu Dhaos’ Volk, dem Derris-Kharlan.

## Veröffentlichungen
Tales of Phantasia erschien 1995 für das SNES und die erste Neuauflage 1998 für die PSX. Tales of Phantasia erschien in diesen Versionen nur in Japan, es existieren aber Fan-Übersetzungen in englischer und deutscher Sprache. 2003 wurde ein Remake für den Game Boy Advance veröffentlicht. Seit dem 31. März 2006 ist es auch in Deutschland erhältlich.
Eine weitere Neuauflage wurde am 6. September 2006 in Japan für die PSP veröffentlicht, die mit voller Sprachausgabe daherkommt. Dabei orientiert sich die PSP-Version hauptsächlich am PSX-Remake. Die vierte Neuauflage nennt sich Tales of Phantasia X und beinhaltet sowohl ein Remake von Tales of Phantasia, als auch ein Remake des Sequels Tales of Phantasia: Narikiri Dungeon. Sie kam am 5. August 2010 ausschließlich in Japan in den Handel.
Eine Fassung für Apple iOS kam am 24. September 2013 in den Appstore, wurde jedoch zum 28. Mai 2014 wieder zurückgezogen.

## Adaptionen
| Rolle                                   | Japanischer Sprecher (Seiyū) |
| --------------------------------------- | ---------------------------- |
| Cless Alvein (GBA: Cress Abion)         | Takeshi Kusao                |
| Mint Adnade (GBA: Mint Adenade)         | Junko Iwao                   |
| Dhaos                                   | Toshiyuki Morikawa           |
| Chester Barklight                       | Kentarō Itō                  |
| Klarth F. Lester (GBA: Claus F. Lester) | Kazuhiko Inoue               |
| Arche Klaine (GBA: Amber Klein)         | Mika Kanai                   |
| Suzu Fujibayashi                        | Taeko Kawata                 |

Im Jahr 2004 animierte das Studio Actas eine vierteilige Original Video Animation, Tales of Phantasia: The Animation, die auf dem Spiel basiert. Regie führte Takuo Tominaga, für die Musik war Kimio Nomura zuständig. Die OVA wurde ab September 2004 veröffentlicht und unter anderem auch auf Englisch und Französisch übersetzt. Der Vorspanntitel des Animes, Yume no Hate, wurde von Masami Suzuki gespielt. Für den Abspann verwandte man sein Lied Priere. Zum 2010 erschienenen Teil des Spiels Tales of Phantasia: Narikiri X für die PlayStation Portable hat Singer-Songwriter Oku Hanako den Titel Glass no Hana (ガラスの花) beigesteuert.
Ein Manga zum Spiel erschien im Tales of Magazine vom 7. August 2008 bis zu dessen Einstellung am 26. Oktober 2009. Das Werk wurde von Makoto 2-gō gezeichnet. Zum Spiel wurden mehrere Romane veröffentlicht: Tales of Phantasia: Harukanaru Toki (テイルズ オブ ファンタジア はるかなる時空) in zwei Bänden, Tales of Phantasia: Shinku no Hitomi (テイルズ オブ ファンタジア 真紅の瞳), Tales of Phantasia: Kompeki no Kizuna (テイルズ オブ ファンタジア 紺碧の絆), Tales of Phantasia: Kohaku no Kairō (テイルズ オブ ファンタジア 琥珀の回廊), sowie Tales of Phantasia: Ruri no Yume (テイルズ オブ ファンタジア 瑠璃の夢) je von Sara Yajima, Tales of Phantasia: Katararezaru Rekishi (テイルズ オブ ファンタジア 語られざる歴史) von Ryūji Saiki und Tales of Phantasia: Maken Nimpōchō (テイルズ オブ ファンタジア 魔剣忍法帖) von Ryūnosuke Kingetsu.